# Casa Bonilha
A Casa Bonilha foi um estabelecimento comercial localizado na cidade São Paulo especializado na venda de sedas finas. Considerado um grande magazine, ficava localizado na Rua Direita, mais precisamente no Edifício José K. Fakhoury, uma construção de 1913 onde funciona atualmente o Centro de Estudos de Distribuição de Títulos e Documentos de São Paulo, mais conhecido pela sigla CDT. À época, na São Paulo da década de 1920, a Casa Bonilha ficava na calçada de frente à Casa Allemã, próxima ao Cine Alhambra.

## Contexto
No contexto do fim da Primeira Guerra Mundial, as propagandas de moda em São Paulo ainda atraíam o público leitor de obras como a Revista Feminina para o consumo de itens da capital francesa, Paris, em especial graças às propagandas de lojas como a Mappin Stores e a própria Casa Bonilha. Considerando o variado estoque de tecidos, isso foi considerado um sinal de que os navios a serviço do estabelecimento não encontravam dificuldades em cruzar o Atlântico.